# 南钓角

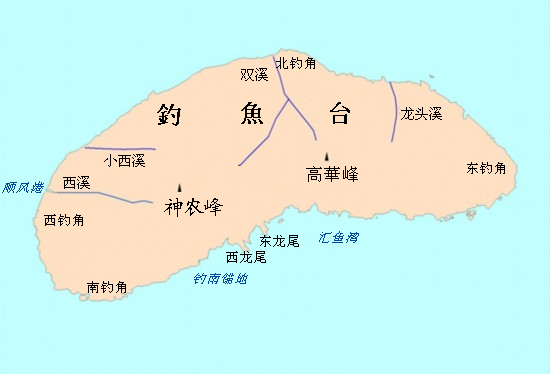
釣魚台島嶼地圖。

南钓角，日文稱（せんりょくかく），是位在釣魚台的一个海岬，位置在島上的西南端。南钓角东北边正对釣魚台的第二高峰神农峰（屏風岳），西北边是西钓角（西岬），东北边是钓南锚地（和平泊）。南钓角的名稱由中國在2012年9月命名，日文名由黑岩恆在1900年命名，台灣未命名。